# Varto Terian
Varto Terian (en persa: وارتو طریان‎; 11 de mayo de 1896 – 2 de octubre de 1974) también conocida por el seudónimo LaLa, fue una actriz y educadora armenia nacida en Irán. Fue la primera actriz teatral de Irán.

## Primeros años y educación
Varto Terian nació el 11 de mayo de 1896 en Tabriz, Imperio kayar, en el seno de una familia armenia. Cuando era niña, su familia se mudó a Teherán.
Después de terminar la escuela secundaria, se trasladó a Suiza para continuar sus estudios en la Universidad de Ginebra, donde se centró en la interpretación. Cuando regresó a Irán, se habían formado recientemente muchos grupos de teatro, entre ellos la Young Armenians Theater Society en Teherán. Conoció a su futuro esposo, Arto Terian (1892–1954), en la sociedad de teatro, quien más tarde se convirtió en un exitoso actor y director de teatro.

## Carrera
Tras su matrimonio, en 1914, ella inició su carrera teatral. En Irán, durante las décadas de 1910 y 1920, las mujeres tenían prohibido actuar en el teatro y asistir a él. Para proteger a su familia, ella actuaba bajo el nombre de LaLa, y Arto utilizaba el nombre de Arizad. La pareja fue miembro principal del  Armenian Theater de Teherán entre 1923 y 1932. Más tarde, se unieron a la Young Iran Society, fundada por Abdolhossein Teymourtash.
Terian también fue profesora de lengua y literatura francesas en la Escuela Normal de Teherán. Su hija fue la astrónoma y física Alenush Terian.